# احمق آمریکایی (ترانه گرین دی)
احمق آمریکایی تک‌آهنگی از گرین دی است که در سال ۲۰۰۴ میلادی منتشر شد. این ترانه در آلبوم احمق آمریکایی قرار داشت.
این تک‌آهنگ در چارت‌های استرالیا، نیوزلند جزو ده ترانه اول قرار گرفت. و در جایزه گرمی سال ۲۰۰۵ نامزد جایزه گرمی برای بهترین ضبط سال، جایزه گرمی برای بهترین ترانه راک، و جایزه گرمی برای بهترین موزیک ویدئو گردید. این ترانه یکی از ترانه‌های معروف گرین دی محسوب می‌شود.